# La Puerta (kommunhuvudort)
La Puerta är en kommunhuvudort i Argentina.   Den ligger i provinsen Catamarca, i den norra delen av landet, 1 000 km nordväst om huvudstaden Buenos Aires. La Puerta ligger 892 meter över havet och antalet invånare är 752.
Terrängen runt La Puerta är kuperad västerut, men österut är den bergig. La Puerta ligger nere i en dal som går i nord-sydlig riktning. Runt La Puerta är det ganska tätbefolkat, med 52 invånare per kvadratkilometer.. Närmaste större samhälle är San Antonio, 19,4 km norr om La Puerta. 
Omgivningarna runt La Puerta är i huvudsak ett öppet busklandskap.